# Keulaer Wald

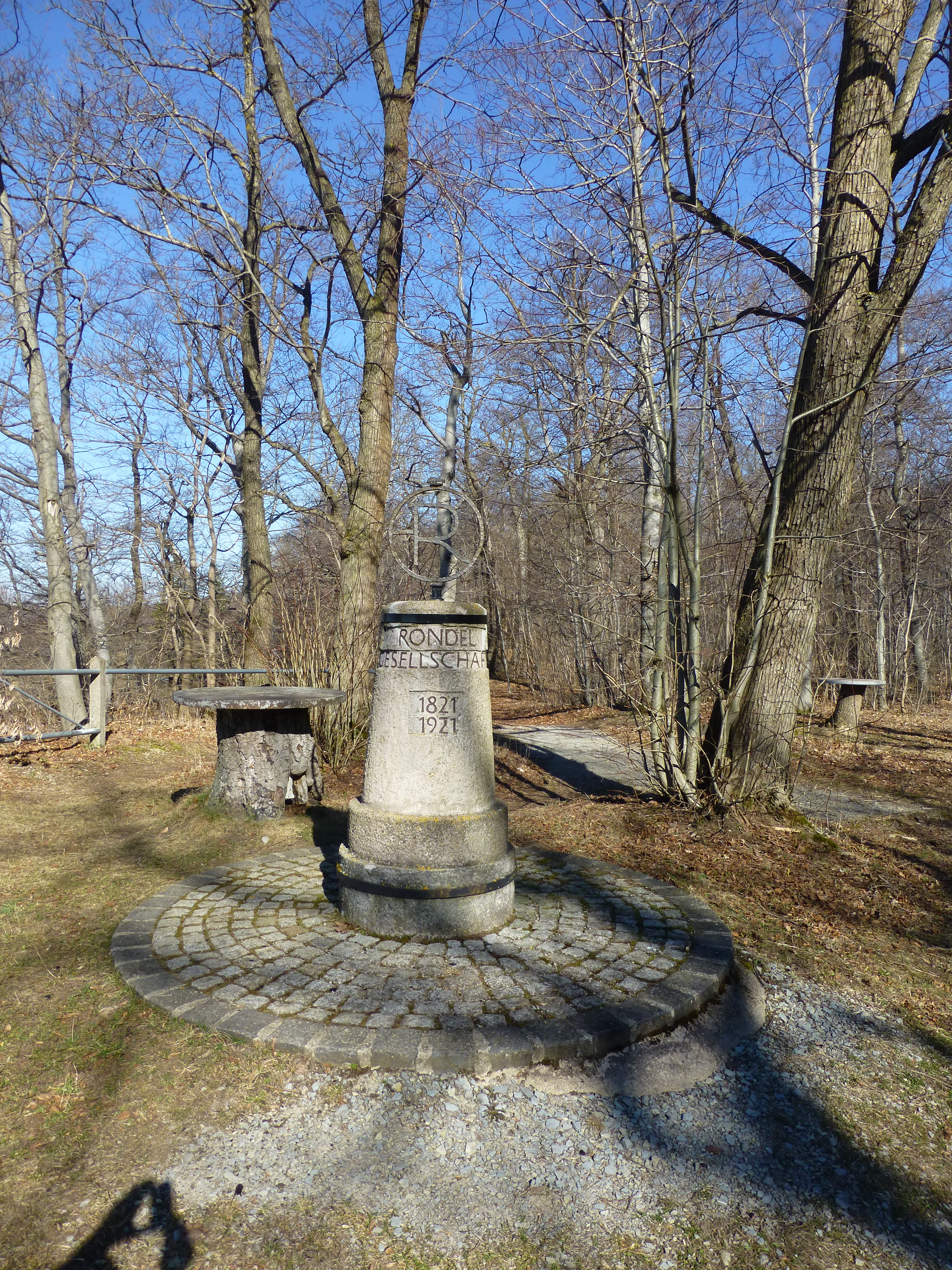
Das Keulaer Rondel mit Gedenkstein der Rondelgesellschaft

Aussicht vom Keulaer Rondel

Der Keulaer Wald ist ein Teil des großen Waldgebietes auf dem Plateau des östlichen Dün im äußersten Westen des Kyffhäuserkreises in Nordthüringen, (Deutschland).

## Geographie

### Lage
Der Keulaer Wald ist bis 4 km lang und 2 km breit und liegt überwiegend in der Gemarkung des der Gemeinde Helbedündorf angehörigen Ortes Keula ungefähr 24 km westlich von Sondershausen und 14 km nordöstlich von Mühlhausen.
Er grenzt im Westen an den großen Kalksteintagebau des Zementwerkes Deuna, im Norden bis an die Abbruchkante des Dünplateaus, im Nordosten beim Schönberg an das angrenzende Rodeholz und im Osten an den Holzthalebener Wald. Im Süden wird die Hochfläche landwirtschaftlich genutzt.

### Erhebungen
Im Gebiet des Keulaer Waldes liegt die höchste Erhebung des Dün mit 522,3 m direkt an der Abbruchkante der Muschelkalkhochfläche im Grenzbereich zum Landkreis Eichsfeld. Im Westen kurz vor dem Tagebau erreicht er noch eine Höhe von 516 m und im Nordosten mit dem Schönberg eine Höhe von 498,2 m. Nach Süden und Südwesten fällt die Hochfläche mit einer flachen Neigung auf etwa 440 m ab.

### Keulaer Rondel
Etwa 600 m östlich der höchsten Erhebung, ungefähr 3 km nördlich von Keula und unmittelbar oberhalb von Vollenborn befindet sich eine kleine baumfreie Anhöhe (517 m), das sogenannte Keulaer Rondel. Direkt oberhalb einer kleinen Felswand an der Abbruchkante der Dünhochfläche gelegen, erlaubt dieser Aussichtspunkt den Blick auf den Eichsfelder Kessel, das Ohmgebirge und das obere Leinebergland und bei guter Sicht bis zum Brocken im Oberharz. Auf dem Platz gibt es einen Gedenkstein zu Ehren der früheren Rondel-Gesellschaft, eine Infotafel und Sitzgelegenheiten für Wanderer. Zum Keulaer Rondel führen zahlreiche regionale und überregionale Wanderwege sowie ein Waldarbeiterweg von der südöstlich verlaufenden Landstraße L1016 zwischen Keula und Friedrichsrode.

## Natur
Auf der zum Teil mit lößbedeckten Muschelkalkhochfläche ist durch plenterartige Waldbewirtschaftung ein überwiegend mit Buchen bestandener Wald entstanden. Unter den Bäumen hat sich vielfältiger Bodenbewuchs, unter anderen mit Waldmeister und verschiedenen Orchideenarten, gebildet. Eine Infotafel am Waldparkplatz gibt Auskunft über die lokalen Gegebenheiten.
Auf Grund seiner vielfältigen Tier- und Pflanzenwelt sind Teile des Keulaer Waldes Bestandteil folgender Schutzgebiete:
- LSG Dün-Helbetal im Osten
- NSG Keulaer Wald im Zentrum (297 Hektar, ausgewiesen 1961)
- FFH-Gebiet NSG Keulaer Wald (302 Hektar, fast deckungsgleich mit dem NSG; Natura-2000-Projektgebiet Nr. 167)

### NSG Keulaer Wald
Das Naturschutzgebiet befindet sich auf der sanft nach Südosten geneigten Muschelkalk-Hochfläche des Dün. Das NSG umfasst charakteristische Standorts- und Vegetationsformen sowie Buchen-Plenterwald (fast ausschließlich Waldmeister- und Waldgersten-Buchenwald u. a. auch in einer für den Keulaer Wald typischen Bärlauch-Ausbildung).